# Rama VII-brug
De Rama VII-brug (Thai: สะพานพระราม 7) is een brug over de Menam in Bangkok en Nonthaburi, Thailand. De brug verbindt de districten Bang Sue en Bang Phlat met elkaar en heeft zes rijbanen en aan de zijkant van de brug voetpaden.
Kanchanaphisek-brug · Bhumibol II-brug · Bhumibol I-brug · Rama IX-brug · Krungthep-brug · Rama III-brug · Taksinbrug · Phra Pok Klao-brug · Phra Phutta Yodfa-brug · Phra Pinklao-brug · Rama VIII-brug · Krung Thon-brug · Rama VI-brug · Rama VII-brug · Rama V-brug · Phra Nang Klao-brug · Phra Nang Klao Parallel-brug · Rama IV-brug · Nonthaburi-brug · Pathum Thani-brug · Pathum Thani II-brug · Chiang Rak-brug · Bang Sai-brug · Ko Rian-brug · Kasatrathirat-brug · Ayutthaya–Phu Khao Thong-brug · Pa Mok-brug · Ang Thong-brug · Ang Thong II-brug · Wat Chaiyo-brug · Phrom Buri-brug · Luang Pho Phae-brug · Sing Buri-brug · In Buri-brug · Wat Khok Chan-brug · Chao Phraya Dam · Chainat-brug · Thammachak-brug · Somdet Phra Wannarat Heng Khemchari-brug · Takhian Luean-brug · Dechatiwong-brug